# Clathrinidae
Clathrinidae Minchin, 1900 è una famiglia di spugne dell'ordine Clathrinida.

## Tassonomia
La famiglia comprende i seguenti generi:
- Arturia Azevedo, Padua, Moraes, Rossi, Muricy & Klautau, 2017
- Ascilla  Haeckel, 1872
- Borojevia Klautau, Azevedo, Cóndor-Luján, Rapp, Collins & Russo, 2013
- Brattegardia Klautau, Azevedo, Cóndor-Luján, Rapp, Collins & Russo, 2013
- Clathrina Gray, 1867
- Janusya Klautau, Lopes, Tavares & Pérez, 2021
- Nicola Cóndor-Luján & Klautau, 2016